# Juan Imhoff
Juan José Imhoff (Rosario, 11 de mayo de 1988) es un exjugador argentino de rugby que se desempeñaba en la posición de wing y formó parte de la Selección Argentina.
En 2020 recibió el Diploma al Mérito de los Premios Konex como uno de los 5 mejores jugadores de rugby de la última década en Argentina.
Juan se retiró del rugby profesional en diciembre de 2024 anunciando su despedida en sus redes sociales.

## Carrera deportiva
Juan dio sus primeros pasos en Duendes Rugby Club de su ciudad natal, Rosario. 
Durante 2009 y 2010, fue parte de Jaguares y también representó al país en la modalidad de Rugby 7.
Fue convocado para representar a un equipo argentino sénior durante el Campeonato Sudamericano en 2009. Con su gran velocidad, fue una de las revelaciones de los Pampas XV que se coronaron campeones en 2011, en la Vodacom Cup. 
En 2011, se incorporó al Racing 92 francés del Top 14, donde actualmente continúa jugando.
Fue parte de la Selección de rugby 7 que compitió en los Juegos Olímpicos de Río de Janeiro 2016.
Se proclamó campeón del Top 14 francés en 2015-2016 tras ganar la final a Toulon por 29-21.

## Selección nacional
Con 23 años, fue uno de los jugadores más jóvenes del plantel que disputó la Copa Mundial de Rugby de 2011, donde marcó dos tries (uno ante Georgia y otro ante Rumania).
Juan disputa el Rugby Championship, torneo en el que ha estado presente en todas sus ediciones desde la inclusión de Argentina en este torneo en 2012. Será recordado por marcar tres tries en la histórica primera victoria de Argentina sobre los Springboks durante el Rugby Championship 2015.
En agosto de 2015, se anunció que fue convocado a la Copa Mundial de Inglaterra 2015. En el segundo partido de la fase de grupos, contra  Georgia, que terminó con victoria argentina 54-9, anotó dos tries. En la victoria de Argentina contra Tonga 45-16, volvió a anotar otro try. En el partido de cuartos de final, una victoria 43-20 sobre Irlanda en el Millennium Stadium de Cardiff, anotó otros dos tries.

### Participaciones en Copas del Mundo
| Mundial                       | Sede               | Resultado        | PJ | Tries |
| ----------------------------- | ------------------ | ---------------- | -- | ----- |
| Copa Mundial de Rugby de 2011 | Nueva Zelanda      | Cuartos de final | 5  | 2     |
| Copa Mundial de Rugby de 2015 | Inglaterra y Gales | Cuarto puesto    | 5  | 5     |
| Copa Mundial de Rugby de 2023 | Francia            | 4º Puesto        | 1  | 0     |

## Vida personal
Está casado con la modelo Natacha Eguía, con quien tiene dos hijos: Bastián, nació el 17 de septiembre de 2019 y Nikita, nacida el 22 de abril de 2022.